# Лобаніхинська сільська рада
Лобані́хинська сільська рада (рос. Лобанихинский сельский совет) — сільське поселення у складі Новичихинського району Алтайського краю Росії.
Адміністративний центр — село Лобаніха.

## Населення
Населення — 467 осіб (2019; 532 в 2010, 677 у 2002).

## Склад
До складу сільської ради входять:
| Населений пункт     | Населення, осіб (2002) | Населення, осіб (2010) |
| ------------------- | ---------------------- | ---------------------- |
| Лобаніха, село      | 481                    | 374                    |
| Невський, селище    | 84                     | 60                     |
| Петровський, селище | 112                    | 98                     |